# Uzdin
Uzdin (en serbe cyrillique : Уздин ; en roumain : Uzdin ; en hongrois : Újozora) est une localité de Serbie située dans la province autonome de Voïvodine. Elle fait partie de la municipalité de Kovačica dans le district du Banat méridional. Au recensement de 2011, elle comptait 2 019 habitants.
Uzdin est officiellement classé parmi les villages de Serbie.

## Démographie

### Évolution historique de la population
| 1948  | 1953  | 1961  | 1971  | 1981  | 1991  | 2002  | 2011  |
| ----- | ----- | ----- | ----- | ----- | ----- | ----- | ----- |
| 4 808 | 4 722 | 4 593 | 4 202 | 3 885 | 3 099 | 2 498 | 2 019 |

|  |

## Tourisme
L'église orthodoxe roumaine Saint-Georges a été construite dans un style baroque en 1801 ou 1802 ; elle abrite un ensemble d'icônes, pour la plupart de petit format, peintes en 1833-1836 par Konstantin Danil ; elle a été inscrite sur la liste des monuments culturels d'importance exceptionnelle de la Répbulique de Serbie.

## Personnalités
Marija Balan (1923-2008), une peintre notamment exposée au Musée d'art naïf et marginal de Jagodina, est née dans le village. La peintre Sofija Doklean, née en 1931, est également originaire du village et est exposée dans le même musée.